# 렉소비사우루스
렉소비사우루스(Lexovisaurus)는 중생대 쥐라기 중기에서 후기에 걸쳐, 오늘날 유럽 지역에 서식한 검룡하목의 4족보행의 초식 공룡이다. 조반류-장순아목-스테고사우루스과에 속한다. 화석은 프랑스와 영국에서 발견되었다. 전체 몸 길이는 약 5m, 체중은 2t가량 되었을 것으로 추정된다. 양쪽 어깨 부분에는 1m정도 되는 뿔이 있다. 어깨와 꼬리 부분에 돋아 있는 뿔 모양의 골침은 스테고사우루스와 달리 위쪽을 향하지 않고, 수평으로 되어 있다.